# Фикар, Зденек
Зденек Фикар (чеш. Zdeněk Fikar; 18 мая 1926 года) — фигурист из Чехословакии, участник Олимпиады 1948 года в мужском одиночном катании.

## Спортивные достижения
| Соревнования/Сезоны | 1947 | 1948 | 1949 | 1950 | 1951 | 1952 | 1953 | 1954 |
| ------------------- | ---- | ---- | ---- | ---- | ---- | ---- | ---- | ---- |
| Зимние Олимпиады    |      | 13   |      |      |      |      |      |      |
| Чемпионаты мира     |      | 12   |      |      |      |      |      |      |
| Чемпионаты Европы   | 5    | 6    | 6    | 4    |      | 7    |      | 7    |